# Эфирное масло мяты
Эфирное масло мяты — общее название большой группы эфирных масел из надземной части растений рода мята, прежде всего — масла перечной мяты и мяты полевой.
Эфирные масла из мяты получают из скошенной наземной части растения, методом перегонки с водяным паром.

## Состав мятного эфирного масла

### Маслоперечной мяты

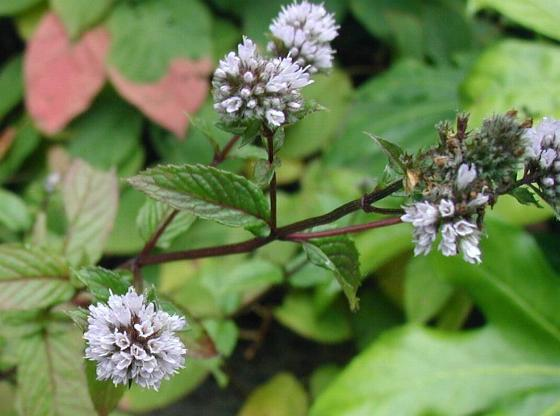
Peppermint

Масло перечной мяты — «классика» в семействе мятных масел.
Эта мята является естественным межвидовым гибридом между M. viridis L. и M. aquatica. В Англии её называли «чёрная мята», именно такое эфирное масло длительное время считалось наиболее качественным. Крупнейшим производителем этого типа масла в начале XX века была Россия (украинское масло).
Наиболее распространённый сорт, созданный в СССР на основе английского вида — Прилукская-6 (в масле 40-55 % ментола, 20-30 % ментона). Этот сорт с 1956 года выращивают в России, на Украине, в Казахстане и др. странах.

### Масломяты полевой

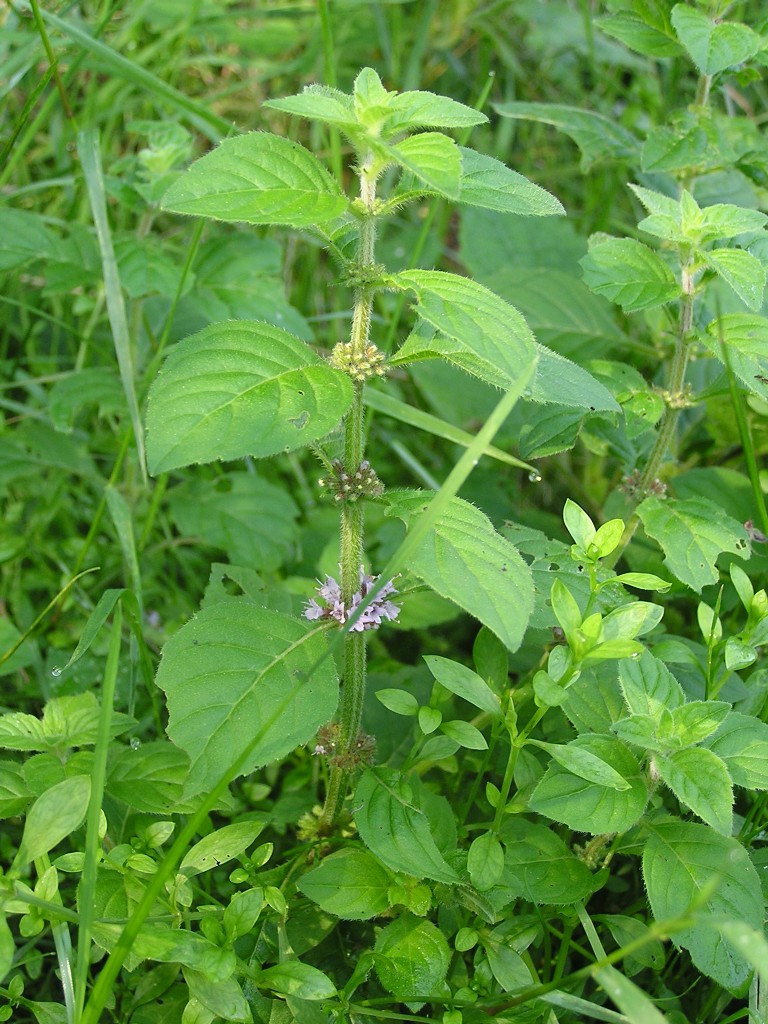
"Японская мята"

Масло мяты полевой (Mentha arvensis L.), или японской мяты — одно из наиболее широко применяемых в парфюмерно-косметической промышленности (прежде всего в составе зубных паст). Оно отличается высоким содержанием ментола (иногда более 80 %)
Эту мяту очень широко выращивают по всему миру, прежде всего - в Китае и Бразилии.
- Кроме наиболее распространённой ментольной формы, выращивается так называемая карвонная форма мяты (её масло содержит карвон — 81 %, цитронеллол — 6 %, Δ3-карен — 4 %)

- Существует также пулегонная форма мяты (содержание пулегона достигает 70 %).

### Масло мяты луговой
Эфирное масло мяты луговой (Mentha arvensis L.) — применяется для выделения ментола и как компонент для парфюмерно-косметической промышленности (прежде всего в средствах для ухода за полостью рта).

## Внешние ссылки
- Подробнее о мятных маслах из разных стран, сайт Б.Виноградова

- Некоторые вопросы качества эфирных масел и их стандартизации (А.Н.Александров, А.А.Зинченко)